# Vorstudienanstalt
Vorstudienanstalten waren in der Sowjetischen Besatzungszone Deutschlands Institutionen, mit denen das sogenannte Arbeiterstudium gewährleistet wurde. Aus ihnen gingen 1949 die Arbeiter-und-Bauern-Fakultäten hervor.

## Einrichtung der Vorstudienanstalten
Zu Beginn des Jahres 1946 erließen die Ortsverbände der Blockparteien KPD, SPD, CDU und LDP sowie des FDGB in Leipzig einen Aufruf (Arbeiter auf die Universität), in dem eine Änderung der sozialen Zusammensetzung der deutschen Studentenschaft gefordert wurde. Der Aufruf sprach sich dafür aus, möglichst viele Arbeiter ohne höhere Schulbildung an ein Hochschulstudium heranzuführen. Zwei Wege gab es entsprechend diesem Aufruf, um einen Hochschulzugang zu ermöglichen: die Begabtenprüfung und die Arbeiterfakultät.
Während der Arbeiterfakultät die Vorstellung von einer zeitlich eng begrenzten Vorbereitung der Arbeiter auf das Hochschulstudium zugrunde lag, sollte in der Begabtenprüfung die allgemeine geistige Reife zum Besuch der Vorlesung festgestellt und damit ein direkter Übergang zur Universität erschlossen werden.
Im Laufe des Jahres 1946 richteten alle Länder der Sowjetischen Besatzungszone Lehrgänge zur Hochschulvorbereitung von Arbeitern ein. Diese Veranstaltungen erhielten später einheitlich die Bezeichnung Vorstudienanstalt. Sie stellten die Anfänge des Arbeiterstudiums dar.
Der erste Lehrgang zur Hochschulvorbereitung von Arbeitern begann im März 1946. Er war auf sieben Monate (1. März bis 30. September 1946) begrenzt.
Während der Vorbereitungszeit wurde die Berufstätigkeit der Lehrgangsteilnehmer auf maximal 30 Stunden in der Woche festgesetzt. Die Finanzierung des Studiums erfolgte durch eine Vergabe von Stipendien seitens staatlicher Institutionen, der Parteien und anderer Massenorganisationen.

## Umwandlung der Vorstudienanstalten in Vorstudienabteilungen
Im Dezember 1947 beschlossen die Volksbildungsminister der Länder der Sowjetischen Besatzungszone, die Vorstudienanstalten in Vorstudienabteilungen umzuwandeln und sie den Hochschulen anzugliedern. Aus dem Umstand, dass die Vorstudienanstalten zu Vorstudienabteilungen, d. h. zu Einrichtungen der Hochschulen erklärt wurden – man gestand ihnen allerdings noch nicht den Status einer Fakultät zu –, folgerte, dass den Hörern der Vorstudienabteilungen die gleichen Rechte und Pflichten wie den immatrikulierten Studenten zugestanden beziehungsweise auferlegt wurden.
Mit der Immatrikulationsrichtlinie der Deutschen Zentralverwaltung für Volksbildung vom 12. April 1948 wurde festgelegt, dass Absolventen der Vorstudienanstalten sowie Kinder von Arbeitern, Kleinbauern und Verfolgten des Nationalsozialismus bevorzugt zum Studium an Hochschulen der Sowjetischen Besatzungszone zugelassen werden sollten. Gegen diese Richtlinie protestierten an den Hochschulen Vertreter der Studentenräte. Durch die Verhaftung führender Studentenvertreter wurde der Protest gebrochen. Zu den Verhafteten gehörte auch der Vorsitzende des Studentenrates der Leipziger Universität, Wolfgang Natonek.
Im Mai 1949 wurden die Vorstudienabteilungen in den Rang von Fakultäten erhoben. Diese erhielten den Namen Arbeiter-und-Bauern-Fakultäten (ABF).

## Absolventen
Absolvent einer Vorstudienanstalt war der Chirurg Helmut Wolff.